# Уиггинс, Джозеф
Джозеф Уиггинс (устар. Иосиф Виггинс; 3 сентября 1832 —  13 сентября 1905) — английский мореплаватель, удостоенный премии Мерчисона Королевского географического общества (1894) за открытие торгового пути в Сибирь через Карское море.

## Биография
Родился 3 сентября 1832 года в семье служащего на почтовых каретах. Его отец умер, когда Джозефу было десять лет.
Первоначально трудился шахтёром, в тридцатилетнем возрасте стал моряком британского морского торгового флота. Быстро вырос в своей профессиональной деятельности, получив сертификат капитана торгового флота, ходил на парусных и паровых судах в различных частях света. В 1871 году стал членом Королевского географического общества.
Уиггинс был пионером в морских торговых отношениях между странами Европы и северной частью Сибири по Северному морскому пути. В 1870-е и 1880-е годы, благодаря финансированию со стороны миллионера М. К. Сидорова, совершал успешные регулярные плавания через Карское море, вывозя сибирские товары на европейские рынки и наоборот. Джозеф Уиггинс считал:

«Природа, наделив Сибирь богатейшей системой рек, прямо указывает морской путь как самый удобный и экономически самый выгодный для её отношений с Европой, которые могут принять и, вероятно, примут весьма обширные размеры.»

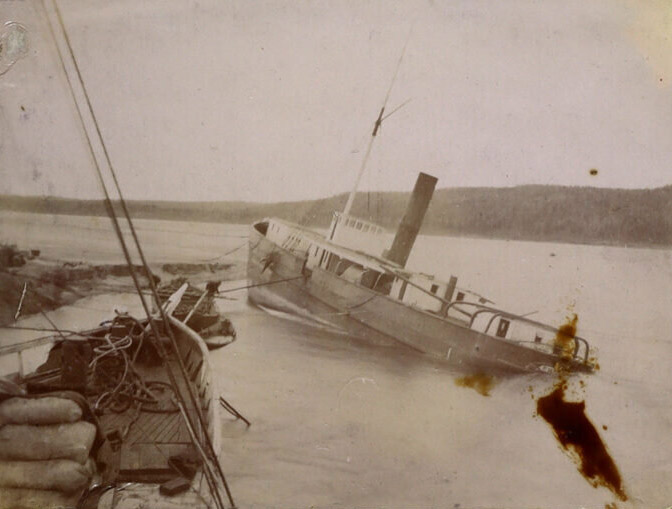
Пароход «Феникс», 1892

Своё первое северное плавание капитан Уиггинс совершил на собственном пароходе «Диана» водоизмещением 103 тонны, на котором он прошёл через Карское море до устья Енисея и дальше на северо-восток, достиг 76° северной широты, и в ту же навигацию вернулся в Европу. В 1875 году на небольшом парусном судне «Вим» Уиггинс снова отправился к берегам Сибири, а летом 1876 года отправился по этому же маршруту на паровой шхуне «Темза».
В енисейской экспедиции 1877 года его сопровождал на «Темзе» орнитолог Генри Сибом. Когда «Темза» села на мель, англичане планировали вернуться домой на втором корабле — парусной барже «Ибис», однако команда не захотела подвергнуться опасностям плавания в ледовитых морях на паруснике. В итоге «Ибис» у Уиггинса купил капитан Давид Шваненберг, который, переименовав корабль в «Утреннюю зарю», в сентябре достиг на нём берегов Норвегии, а в ноябре прибыл в Стокгольм. Останки потерпевшей крушение «Темзы» были обнаружены в 2016 году.
Затем Уиггинс ходил в Сибирь на пароходе «Феникс», который остался работать на Енисее и в 1892 году сел на мель на Осиновских порогах. Спасти судно не удалось, а место его крушения теперь называется Фениксова коса.
До 1894 года Уиггинс совершил ещё 11 подобных плаваний. В 1893 году он доставил в Россию около 90000 пудов иностранных рельсов для Транссибирской магистрали. На следующий год через Карское море в Енисей провёл построенные для работы на Ангаре пароходы-туера: двухвинтовой «Лейтенант Овцын» и колёсный «Лейтенант Малыгин». Таким образом, в итоге английский мореплаватель проработал на этом маршруте в течение двадцати лет.
Во время русско-японской войны Российское правительство снова планировало ввозить большие партии продовольствия через Обь и Енисей, для чего Джозефа Уиггинса пригласили в Санкт-Петербург для консультации, где он согласился выполнять эти экспедиции. По пути из России домой капитан простыл, простуда перешла в хронический бронхит. В тяжёлом состоянии Джозеф Уиггинс руководил подготовкой экспедиции, но флот в Россию отплыл уже без него.
Капитан Уиггинс умер 13 сентября 1905 года.

## Память об Уиггинсе
Мыс на западе острова Галля архипелага Земля Франца-Иосифа, открытый Ю. Пайером, назван в честь Джозефа Уиггинса.